# Demetrius av Monferrato
Demetrius av Monferrato, född 1205, död 1230, var kung av Thessalonica 1207–1224. Han blev kung som barn och hans mor regerade i hans ställe till 1216. Han avsattes då riket erövrades av Nicaea 1224. Han testamenterade sina tronanspråk och titel till kejsar Fredrik.